# Noyal
Noyal (bret. Noual-Pentevr) – miejscowość i gmina we Francji, w regionie Bretania, w departamencie Côtes-d’Armor.
Według danych na rok 1990 gminę zamieszkiwały 754 osoby, a gęstość zaludnienia wynosiła 111 osób/km² (wśród 1269 gmin Bretanii Noyal plasuje się na 690. miejscu pod względem liczby ludności, natomiast pod względem powierzchni na miejscu 956.).